# Ilha Valchedram
Ilha Valchedram ( em búlgaro:  остров Вълчедръм       , IPA:) é uma ilha sem gelo na costa norte da ilha de Livinston, nas ilhas Chetland do Sul, com a Antártida estendendo-se à 280m na direção sudeste-noroeste.A ilha  recebeu o nome da cidade de Valchedram, no noroeste da Bulgária . 

## Localização
A ilha está localizada à 1,55 km ao noroeste de Cabo Shirreff e 2,2 km ao norte-nordeste da ilha de San Telmo (mapeamento britânico inicial em 1822, chileno em 1971, argentino em 1980 e búlgaro em 2009. 

## Mapas
- LL Ivanov. Antártica: Ilhas Livingston e Greenwich, Robert, Snow e Smith. Escala 1: 120000 mapa topográfico. Troyan: Fundação Manfred Wörner, 2010. ISBN 978-954-92032-9-5    (Primeira edição de 2009. ISBN 978-954-92032-6-4 ISBN   978-954-92032-6-4 )
- Banco de dados digital antártico (ADD). Escala 1: 250000 mapa topográfico da Antártica. Comitê Científico de Pesquisa Antártica (SCAR). Desde 1993, regularmente atualizado e atualizado.
- LL Ivanov. Antártica: Livingston Island e Smith Island . Escala 1: 100000 mapa topográfico. Fundação Manfred Wörner, 2017. ISBN 978-619-90008-3-0 ISBN   978-619-90008-3-0

## Ligações externas

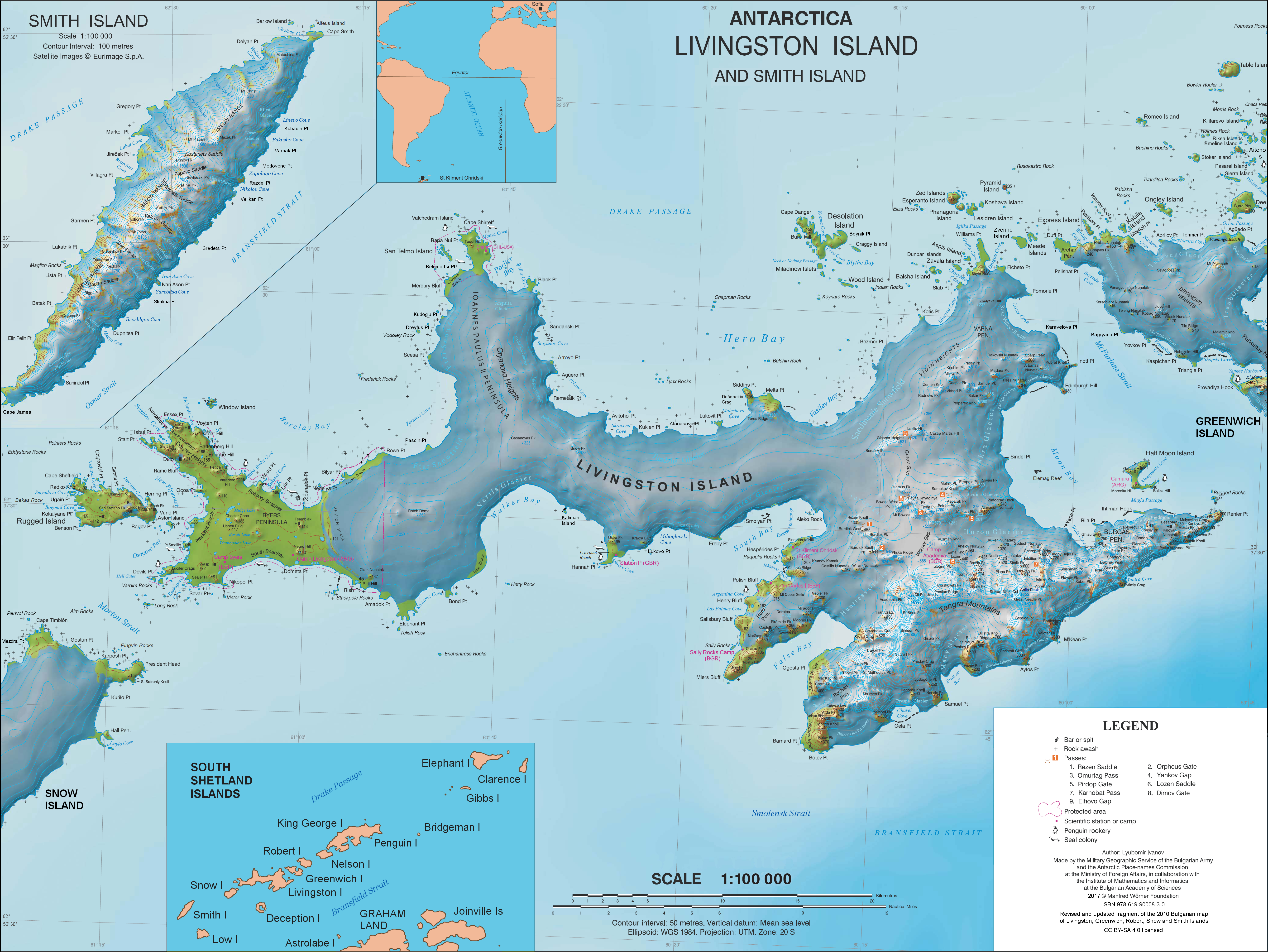
Mapa topográfico da Ilha de Livinston e Ilha Smith